# Dythemis
Dythemis ist eine aus acht Arten bestehende Libellengattung. Die Gattung gehört zur Unterfamilie Trithemistinae und wurde 1842 durch Jules Pierre Rambur beschrieben. Als Generotyp diente eine bis dahin als Libellula pullata bezeichnete Libelle. Das Verbreitungsgebiet erstreckt sich von Kolumbien bis in das Tiefland Paraná in Argentinien.

## Merkmale
Dythemis-Arten sind vergleichsweise kleine bis mittlere Libellen und erreichen Längen zwischen 25 und 32 Millimetern. Ihre Flügel sind dunkel und sehr breit. Von den anderen Gattungen unterscheidet sich diese durch die sich nicht berührenden Komplexaugen.

## Habitat
Die Imagines der Gattung Dythemis an Tümpeln und in Sümpfen, wo sie auf Gräsern sitzend auf Beute warten.

## Systematik
Folgende Arten werden zur Gattung Dythemis gezählt:

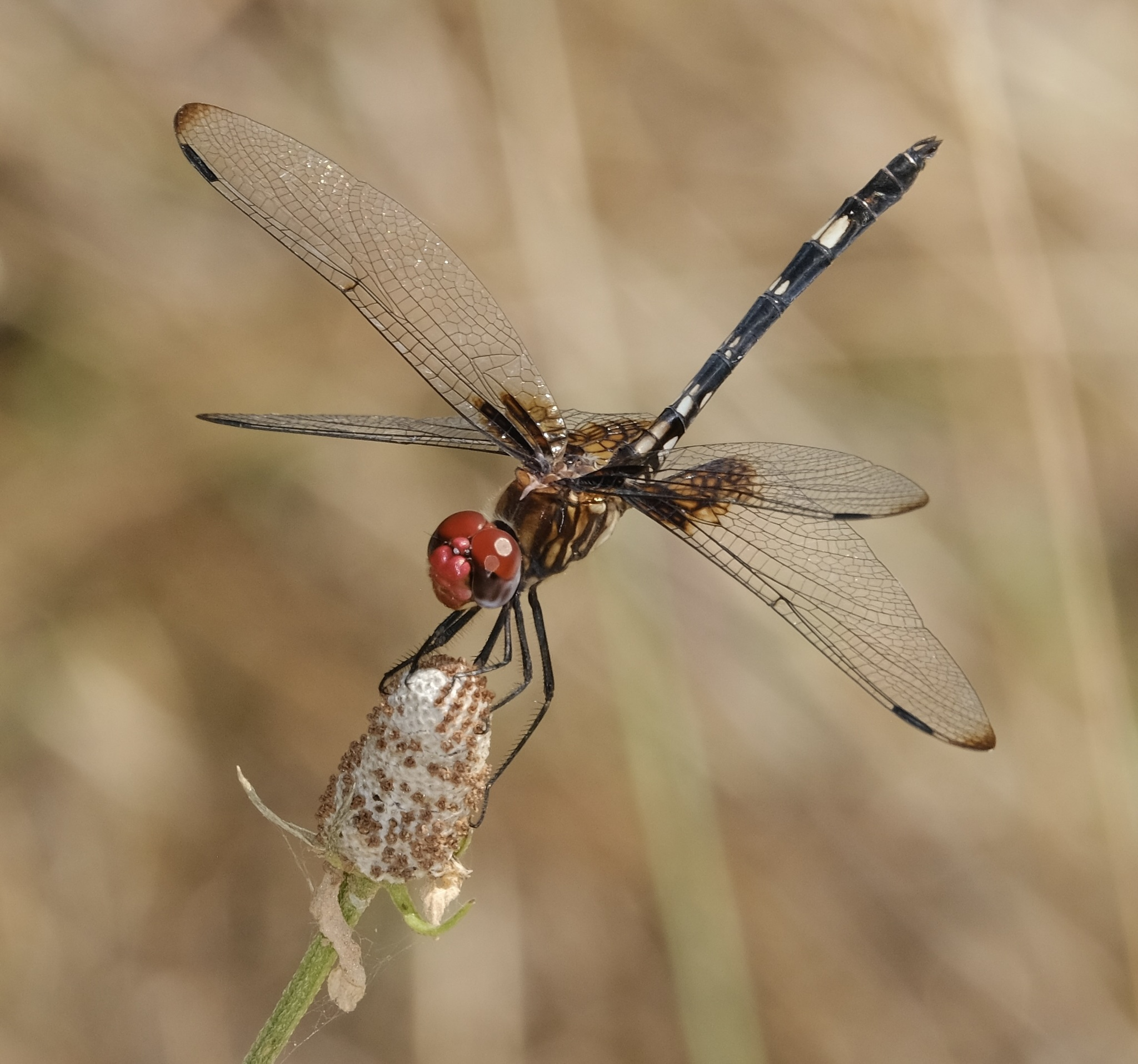
Dythemis fugax
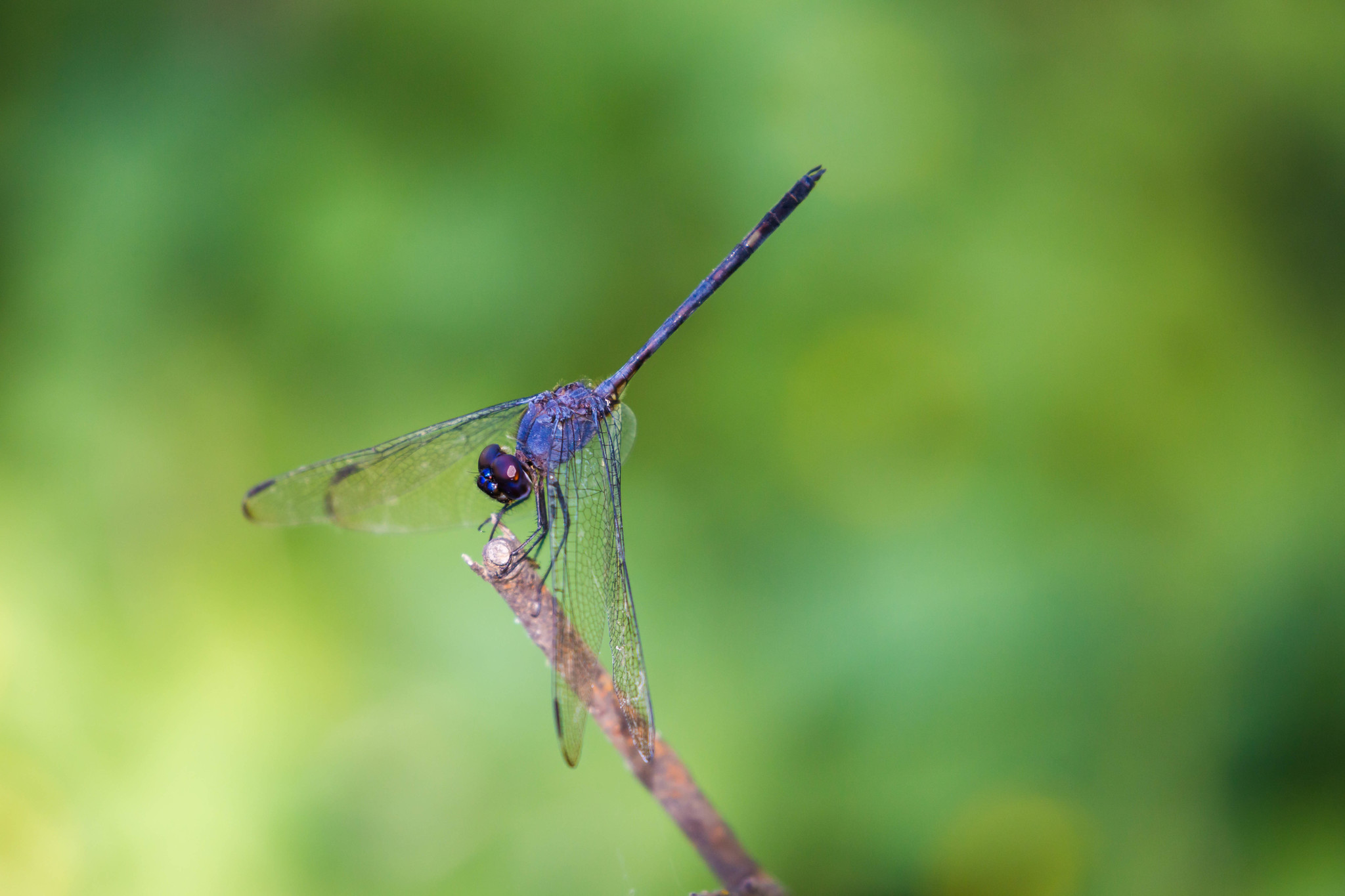
Dythemis maya
- Dythemis multipunctata
- Dythemis nigrescens
- Dythemis rufinervis
- Dythemis sterilis
- Dythemis velox

- Dythemis fugax
- Dythemis nigrescens